# Liber Studiorum
Liber Studiorum (« Livre des Études ») est une collection d'estampes de Joseph Mallord William Turner et Charles Turner. Elle est composée de 72 estampes réalisées entre 1807 et 1819. J. M. W. Turner recherche une classification de la peinture de paysage qui influencera de nombreux artistes de paysages.

## Technique
Turner réalise entre 1807 et 1819 — entre les premières gravures et les dernières impressions — 72 gravures à l'eau-forte réparties en 14 parties, que ses collaborateurs peaufinent en manière noire,. Les dessins originaux, faits en sépia à partir de ses dessins et aquarelles,, sont conservés à la National Gallery. Dans Les Maîtres du paysage, Émile Michel évoque l'influence du Lorrain et fait l'analyse suivante : 

« Bien que dans un grand nombre de ces eaux-fortes non seulement l'influence, mais l'imitation de son illustre prédécesseur soient évidentes, l'ensemble dénote cependant une originalité positive, en même temps que de rares qualités dans le rendu des divers éléments pittoresques du paysage. À l'aide d'un simple trait plus ou moins accentué et grâce à des simplifications intelligentes, Turner excelle à exprimer à peu de frais la physionomie d'un site déterminé. La structure des terrains, le port et le feuillé des différentes essences d'arbres et l'effet général lui-même sont nettement définis, et, malgré l'extrême sobriété des moynes, l'aspect général donne une juste impression des localités ainsi représentées. »

Dans les Mémoires de la Section des lettres, un membre de l'Académie des sciences et lettres de Montpellier rapporte avoir tenu l'ouvrage entre ses mains, et s'il ne parle que de 66 planches, il fait l'analyse technique suivante : 

« manifeste une faculté rare de traiter, par les moyens les plus variés, toute espèce de sujets en rapport avec le paysage, tels que marines, intérieurs, rochers désolés, glaciers, scènes terribles d'orage, aspects riants de bosquets, etc. La science du clair-obscur se manifeste dans tous ces sujets d'une manière frappante [...] [ces œuvres] n'arrivent pas, pour la grandeur de style ni pour le caractère idéal de la composition, à la hauteur des sujets empruntés à Claude Lorrain et à notre jeune contemporain Th. Rousseau. »

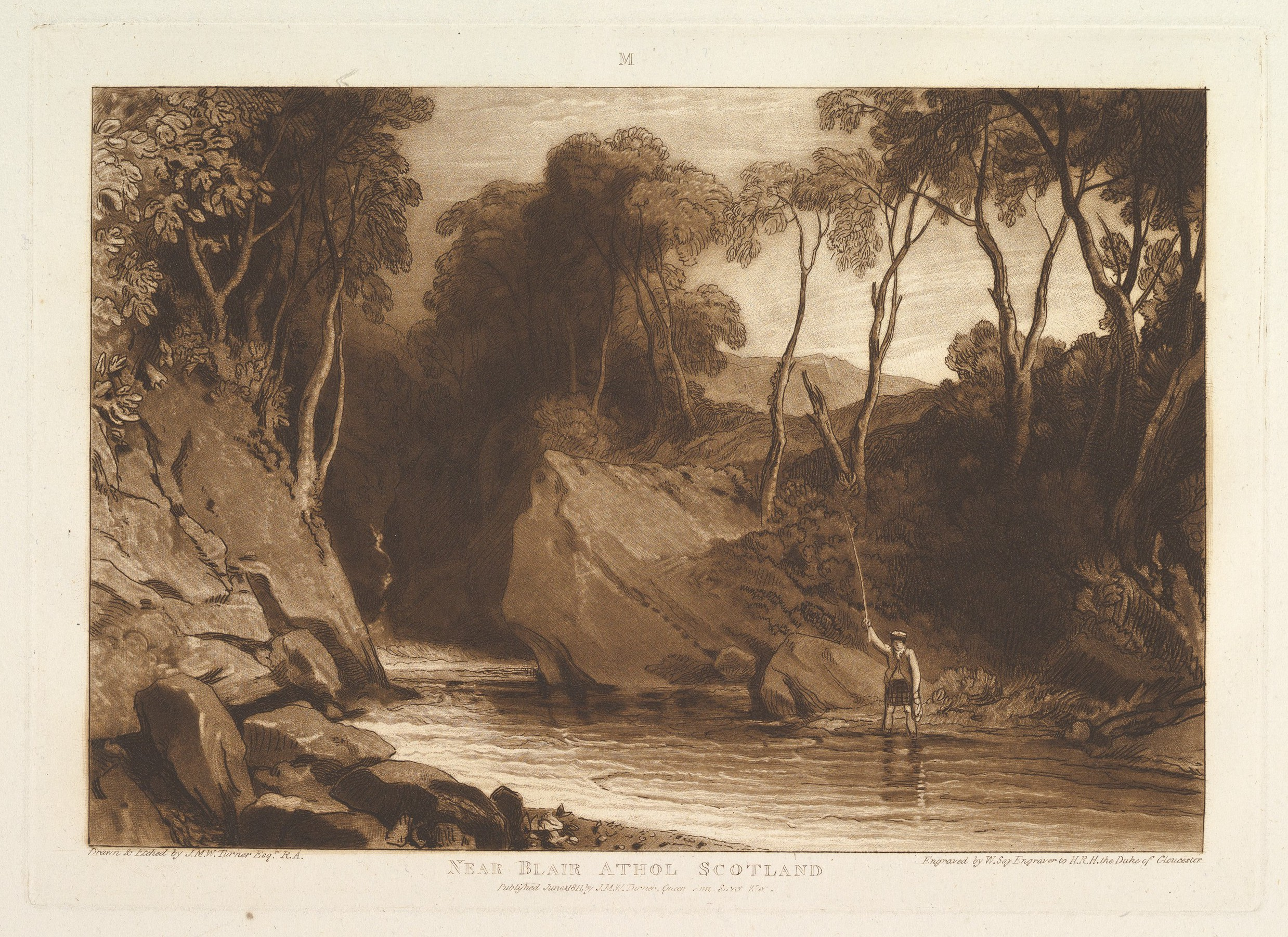
Near Blair Athol, Scotland, tirée du Liber Studiorum, partie VI. Cette version est conservée au Metropolitan Museum of Art

## Analyse
Le Liber Studiorum (« Livre d'Étude »), que Turner exécute au retour de son premier voyage, s'inspire largement du Liber Veritatis (« Livre de la Vérité ») du Lorrain, à qui Turner vouait un culte, mais aussi pour des raisons financières. 
Ce recueil de 72 estampes est une expression des intentions de Turner pour la peinture de paysage : il s'attache à établir une catégorisation de la peinture de paysage en six sous-genres : Marine, Montagne, Pastorale, Historique, Architecturale et Pastorale épique. Malgré le nom du recueil, « ce ne sont pas des études, mais, comme dans le livre de Claude, des compositions gravées en partie par lui-même, en partie par un graveur en mezzotinte travaillant sous l’œil du peintre. Cette attirance vers l'humanisme latin est un trait distinctif de quelques-uns des plus grands esprits de l'Angleterre. » Cette recherche dans l'étude des paysages influencera de nombreux artistes du genre
Ses œuvres sont accompagnées de citations de l'œuvre épique de Thomson[Qui ?] ou, après, 1813, de son propre poème inachevé, The Fallacies of Hope (« les Leurres de l'espérance »).
Liber Studiorum est un succès commercial, mais Turner ne souhaite pas exploiter davantage ce format. À la suite de l'impression originale, l'artiste de la fin du XIXe siècle et début du XXe siècle Frank Short réalise des réimpressions réussies des plaques, malgré quelques détails perdus dans le processus.
À la mort de Turner, ses œuvres sont vendues aux enchères, et certains exemplaires de Liber Studiorum « furent disputés jusqu'à 125 000 francs ».
Un musée est consacré à l'œuvre gravé de Turner, le Turner Center for the Arts à Sarasota en Floride, fondé en 1974. D'autres collections d'estampes sont conservées à la Tate Gallery, au Metropolitan Museum of Art et à l'Art Institute of Chicago.